# Maldonit
A maldonit a terméselemek osztályába, fémek alosztályába, aranycsoportba tartozó ritka ásvány, az arany és a bizmut vegyülete, mely kb. 65%-ban tartalmaz aranyat. Hidrotermális környezetben keletkezik.

## Felfedezése
Az ásványt 1869-ben fedezte fel Georg Friedrich Heinrich Ulrich geológus, az ausztráliai Victoria államhoz tartozó Maldon-zátony környékén, és a nevét is innen kapta az ásvány.

## Külső hivatkozások
- Mineralienatlas:Maldonit
- Maldonite bei mindat.org (engl.)